# کیم کیو جونگ
کیم کیو جونگ(به کره‌ای 김규종، به هانجا: 金奎鐘) متولد 24 فوریه 1987 یکی از اعضای گروه کره‌ای SS۵۰۱ است.
وی در کارنامه فعالیت‌های خود اجرای تئاتر موزیکال شاهزاده زمان (Goong)را دارد وی در این تئاتر موزیکال در نقش لی شین ظاهر شد.
کیو جونگ هم چنین فعالیت خوانندگی سولوی خود را در سپتامبر ۲۰۱۱ با انتشار آلبوم Turn on me آغاز کرد.

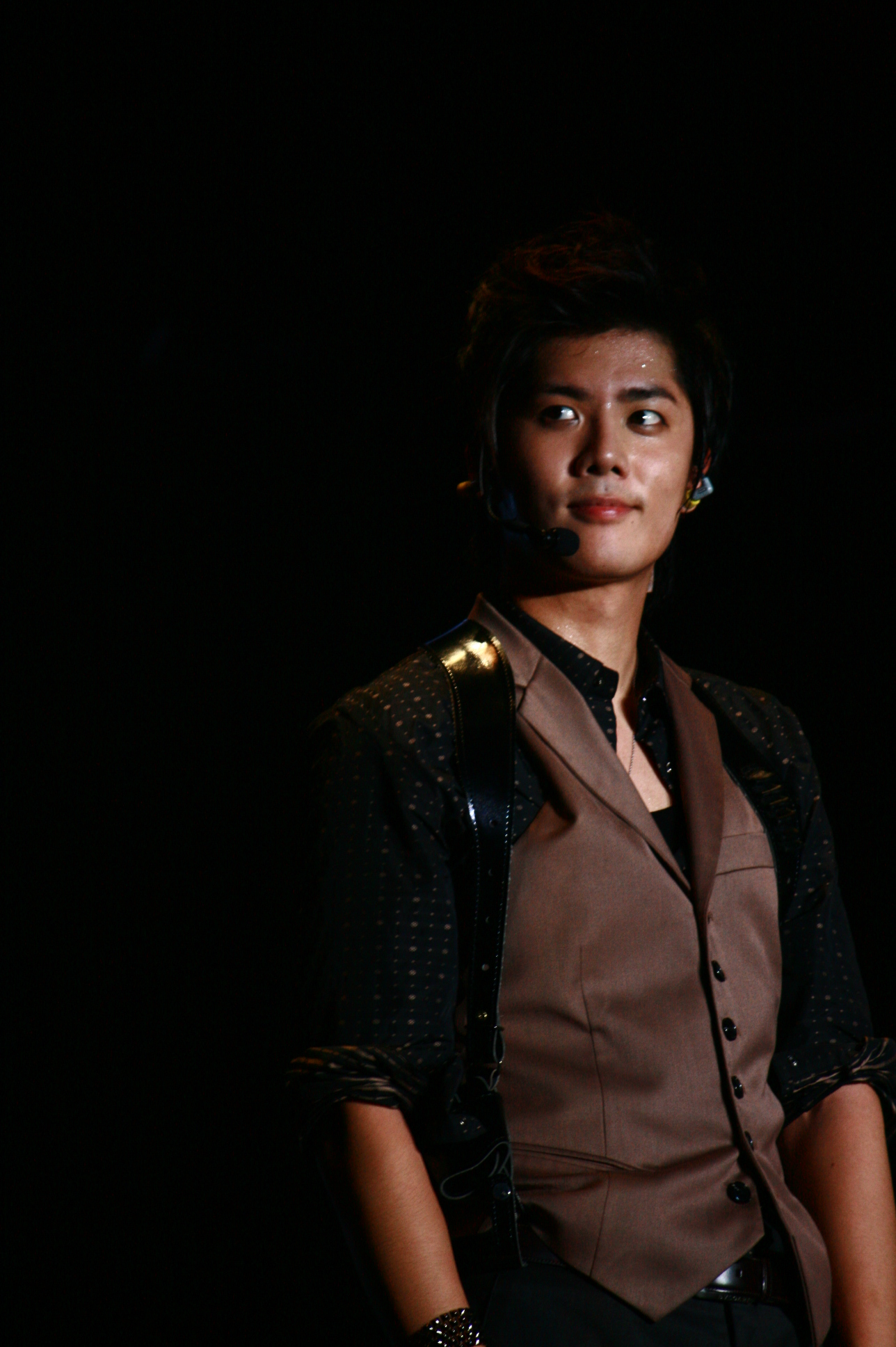
کیو جونگ در کنسرت هنگ کنگ-دسامبر 2009

## زندگی‌نامه

### 2005 تا 2009: فعالیت در SS501
کیو در ۸ جون ۲۰۰۵ فعالیت خود را با آلبوم Warning به عنوان عضوی از گروه SS۵۰۱ آغاز کرد. دومین مینی آلبوم آن‌ها با نام "شاهزاده برفی" (Snow Prince) در اواخر همین سال منتشر شد. هم‌زمان با انتشار این آلبوم آن‌ها فن کلاب رسمی خود با نام "Triple S" را راه اندازی کردند. گروه بعد از دریافت جایزه‌های زیاذی به عنوان یک گروه تازه‌کار به محبوبیت بزرگی دست یافت.
حرفه بازیگری کیو از ۱۱ می ۲۰۰۶ با بازی در سریال هیپ هاپ Break شروع شد. کیو در همان سال با بقیه اعضای گروه دابل اس به غیر از هئو یونگ سنگ که در دوران نقاهت جراحی حنجره به سر می‌برد دوبله فیلم انیمیشینی Pi's Story را انجام داد.
در پی عمل جراحی ناگهانی هئو یونگ سنگ، کیو در ۲۱ آگوست به عنوان دی جی در رادیوی SS501's Youngstreet به جای یونگ سنگ و در کنار دیگر عضو گروه پارک جونگ مین شروع به کار کرد.
در اواخر سال 2007 گروه فعالیت خود را با انتشار تک‌ آهنگ ژاپنی Kokoro در ژاپن نیز گسترش داد. بعد از این که این آهنگ در چارت آهنگ‌های محبوب ژاپنی به رتبه 5 رسید گروه دو آهنگ دیگر به نام‌های Distance و SS501 را نیز منتشر کرد. در پی موفقیت این آهنگ‌ها ، در ژانویه 2008 آن‌ها جایزه بهترین هنرمندان تازه‌کار را از Japan Gold Disc Award دریافت کردند. SS501 اولین هنرمندان کره‌ای بودند که موفق به دریافت این جایزه شدند.
بعد از این آن‌ها هم‌زمان آهنگ Deja Vu را در کره و Lucky Days را در ژاپن منتشر کردند. اما با شروع مشغله کاری دو عضو دیگر گروه، پارک جونگ مین و کیم هیون جونگ، هئو یونگ سنگ تصمیم گرفت پروژه گروه SS۵۰۱ را با دو عضو دیگر یعنی کیم هیونگ جون و کیم کیو جونگ به مرحله اجرا درآورد.
آن‌ها آلبوم U R Man را در نوامبر ۲۰۰۸ بیرون دادند و (Because I'm Stupid) موسیقی اصلی سریال پسران برتر از گل، را اجرا نمودند. این آهنگ جایزه بهترین آهنگ ماه را از سی و دومین جشنواره Cyworld Digital Music Awards و جایزه بهترین موسیقی متن سریال سال را از Mnet Asian Music Awards دریافت کرد. آن‌ها هچنین به عنوان مهمان در قسمت چهارم این سریال حاضر شدند و آهنگ Ur Man را اجرا کردند.
در 2009-2010 با بازگشت پارک جونگ مین و کیم هیون جونگ، گروه پروژه‌های Destination , Rebirth , Solo Collection و All My Love را منتشر کرد. کیو جونگ متن آهنگ سولوی خود به نام Never Let You Go و ورس خود در آهنگ Green Peas را خودش نوشته بود.

### ۲۰۱۰: ترک کمپانی DSP Media
در جون ۲۰۱۰ کیو جونگ به همراه هئو یونگ سنگ در پی عدم تمدید قرارداد با کمپانی DSP Media قرارداد جدید خود را با شرکت B2M Entertainmen منعقد نمودند.

### ۲۰۱۱: اجرای انفرادی
کیو تئاتر موزیکال شاهزاده زمان (Goong)، (به کره‌ای: 뮤지컬 궁 سریال معروفی با بازی یون اون هی و چا چی هون) را با بازی در نقش لی شین بر روی صحنه برد
استقبال از این تئاتر موزیکال به حدی بود که باعث شد در توکیوی ژاپن نیز به‌طور اختصاصی به اجرا در آید.
وی هم چنین در آهنگ "Reainy Heart" با هئو یونگ سنگ همکاری نموده و قطعه رپ این آهنگ را اجرا کرده‌است.

## بازگشت دوباره
کیو جونگ بعد از اتمام دو سال سربازی، به همراه دو عضو هئو یونگ سنگ و کیم هیونگ جون در سال ۲۰۱۶ با عنوان double s 301 که زیر مجموعه‌ای از ss501 است،کامبک دادند و انتظار می‌رود دو عضو دیگر، کیم هیون جونگ و پارک جونگ مین، بعد از اتمام دوران سربازی خود به این سه بپیوندند. آن‌ها به قول خود که بازگشت دوباره بود، عمل کردند.

## تک‌آهنگ‌ها
آهنگ‌های اجرا شده به‌طور انفرادی
- ۲۰۰۷: "Hikari" (光) - Kokoro
- ۲۰۰۸: "Never Let You Go" - U R Man
- ۲۰۰۹: "Wuss Up" - Solo Collection

## آلبوم‌ها
- ۹ سپتامبر ۲۰۱۱: Turn Me On - 1st mini album
- ۲۰جولای ۲۰۱۲: Meet Me Agane - 2st mini album

## دی وی دی
- ۲۰۱۱ - Young Saeng & Kyu Jong: Summer and Love (Japanese edition only)

## فیلم‌شناسی
تلویزیون/فیلم
- ۲۰۰۶: Break - Mnet
- ۲۰۰۶: Pi's Story (Korean version) as Clam and Crab -voice only
- ۲۰۰۹: SETI (Searching for Extra-Terrestrial Intelligence) - Daum
- ۲۰۱۱: Go! Mrs. Go! - CSTV

## برنامه‌های واریته
- ۲۰۰۵ - M! Countdown - Mnet as MC
- ۲۰۰۸: Manwon Haengbok - MBC -episodes 19 and 26 April
- ۲۰۰۸: Shopping King - Olive -13 May
- ۲۰۰۸: God of Cookery Expedition - MBC (21 November 2008 to ۱ مه ۲۰۰۹) as host

## برنامه‌های رادیویی
- SS501's Youngstreet - SBS (from ۲۱ اوت ۲۰۰۶)

## اجرا
- ۲۰۱۱ - Goong: Musical as Lee Shin
- ۲۰۱۱ - Seoul Tokyo Music Festival 2011 - Saitama Super Arena، Japan